# Hipparchos
Hipparchos z Níkaie (asi 190 – asi 125 př. n. l.) byl jedním z největších antických astronomů. Je znám tím, že zvýšil přesnost pozorování a sestavil první veliký katalog hvězd. Je považován za zakladatele trigonometrie, ale ta byla známa již dříve. Na Měsíci je po něm pojmenován kráter Hipparchus, ležící na přivrácené polokouli a jméno Hipparchus nese také jeden kráter na Marsu. Byl po něm pojmenován také vědecký satelit Hipparcos, určený pro sestavení moderního katalogu hvězd.

## Život
Pocházel z města Nikaie v maloasijské Bithýnii. Část svého života strávil na Rhodu, který byl jedním z tehdejších center vzdělanosti a kde vybudoval astronomickou pozorovatelnu a korespondoval s alexandrijskými učenci, část života pak prožil i v samotné Alexandrii. Tady se také roku 160 př. n. l. stal ředitelem Múseia (státní akademie věd, kterou založil Ptolemaios II. Filadelfos).

## Dílo
Hipparchos zdůrazňoval přesné pozorování a matematické výpočty.
Vymyslel nové přístroje pro měření výšky hvězd. Stanovil sklon zemské osy k ekliptice. Určil délku slunečního roku s chybou jen 6 minut. Objevil každoroční nepatrné posouvání jarního bodu po ekliptice (je způsobeno precesí zemské osy). Hodnotu precese (tzv. platonský rok) odhadl na nejvýše 36 000 let, moderní hodnota je 25 725 let. Upřesnil také vzdálenost Měsíce a Slunce od Země. Pro Měsíc ji určil poměrně přesně jako kolísavou 59–67 zemských poloměrů, moderní střední hodnota je 60.
Vytvořil geocentrický model oběhu Slunce a Měsíce pomocí deferentů, excentru pro Slunce a skloněného epicyklu pro Měsíc a vyrovnal se v něm s nestejnou délkou ročních období. Model byl kolem konjunkcí a opozic Slunce a Měsíce natolik přesný, že spolehlivě předpovídal zatmění. Při modelování pohybu planet již tak úspěšný nebyl, nedosáhl totiž přesnosti, se kterou by byl spokojen.
Jeho největším dílem je katalog hvězd, který obsahoval přesné polohy více než 800 stálic, s jejich rozdělením do tříd podle hvězdné velikosti. K vytvoření tohoto katalogu jej přimělo vzplanutí nové hvězdy v souhvězdí Štíra roku 134 př. n. l. Díky tomuto usoudil, že život hvězdy není věčný a že hvězdy po čase zanikají. Katalog se nedochoval, ale máme o něm dobrou představu od Klaudia Ptolemaia, který ho vtělil do vlastního katalogu v Almagestu. Část katalogu byla objevena pod pozdějším textem rukopisu (palimpsestu) pocházejícího z kláštera svaté Kateřiny na Sinaji, dle výzkumu publikovaného v roce 2022.
Kolem roku 130 př. n. l. chtěl prověřit heliocentrický model. Vyšel ze správné úvahy, že poloha hvězd na nočním nebi se musí v průběhu roku mírně měnit, pokud je pozorovaná ze Země obíhající kolem Slunce. Příslušná pozorování skutečně provedl, ale nenulovou hodnotu roční paralaxy nenaměřil (byla naměřena až roku 1838). Proto heliocentrický model zavrhl.

## Spisy
- Přestupné měsíce a dny
- O délce roku
- O pohybu bodů slunovratu a rovnodennosti
- Komentář k Arátovi a Eudoxovi (jediný dochovaný spis)